# Voleibol de praia nos Jogos da Boa Vontade de 2001
As competições de voleibol de praia nos Jogos da Boa Vontade de 2001 ocorreram entre 29 de agosto a 4 de setembro para ambos os naipes, em Brisbane.

## Calendário
| Agosto-Setembro   | 29 | 30 | 31 | 1 | 2 | 3 | 4 | 5 | 6 | 7 | 8 | 9 | T |
| ----------------- | -- | -- | -- | - | - | - | - | - | - | - | - | - | - |
| Voleibol de praia |    |    |    |   |   |   | 2 |   |   |   |   |   | 2 |

## Medalhistas
| Evento    | Ouro                                    | Prata                                     | Bronze                                       | Quarto lugar                                 |
| Masculino | BrasilRicardo Alex Santos · José Loiola | ArgentinaMariano Baracetti · Martín Conde | Estados UnidosKevin Wong · Stein Metzger     | Estados UnidosDain Blanton · Eric Fonoimoana |
| Feminino  | BrasilSandra Pires · Tatiana Minello    | BrasilAdriana Behar · Shelda Bedê         | Estados UnidosElaine Youngs · Barbra Fontana | AustráliaKerri Pottharst · Natalie Cook      |

## Quadro de medalhas
| Ordem | País           | Medalha de ouro | Medalha de prata | Medalha de bronze | Total |
| ----- | -------------- | --------------- | ---------------- | ----------------- | ----- |
| 1     | Brasil         | 2               | 1                |                   | 3     |
| 2     | Argentina      |                 | 1                |                   | 1     |
| 3     | Estados Unidos |                 |                  | 2                 | 2     |
| TOTAL | TOTAL          | 2               | 2                | 2                 | 6     |